# Gongora beyrodtiana
Gongora beyrodtiana är en orkidéart som beskrevs av Rudolf Schlechter. Gongora beyrodtiana ingår i släktet Gongora och familjen orkidéer.
Artens utbredningsområde är Colombia. Inga underarter finns listade i Catalogue of Life.